# یانا نیلدی
 یانا نیلدی (انگلیسی: Jana Nejedly؛ زادهٔ ۹ ژوئن ۱۹۷۴) یک تنیس‌باز اهل کانادا است.